# Weekendpoli
De Weekendpoli was een vrijwilligersproject waarin homospecifieke zorg werd aangeboden voor en door homoseksuele mannen. Het project bestond tussen 1983 en 2001.

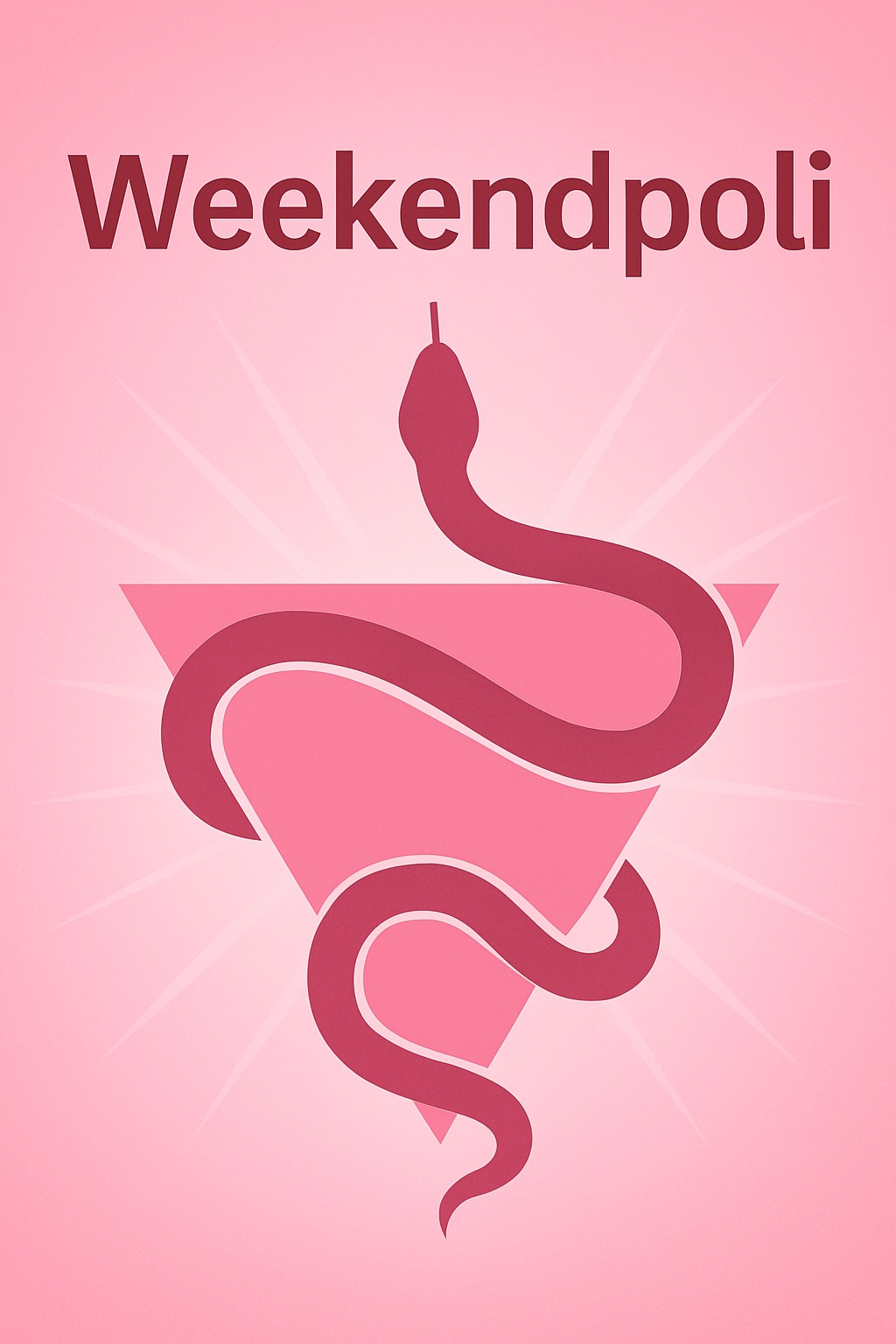
Logo Weekendpoli voor Schorer Poli nieuwe stijl

## Doelstelling
De Weekendpoli was bedoeld voor mannen en vrouwen die medische hulp zochten bij geslachtsziekten en hiv/aids en die zich (nog) niet tot andere eerstelijnszorg wilden wenden.

## Geschiedenis
Op 18 maart 1983 richtte een groep homoseksuele gezondheidswerkers in Amsterdam de Stichting Aanvullende Dienstverlening (SAD) op en ging de Weekendpoli van start. De geboden hulp had nadrukkelijk een eerstelijnskarakter. Huisartsen, meestal als vrijwilliger aan de polikliniek verbonden, hielden er spreekuur. Ook heteroseksuele mannen maakten gebruik van de voorziening wegens de openingstijden in het weekend. Het was belangrijk dat patiënten zich zodanig op hun gemak voelden, dat zij ook andere problemen ter sprake brachten. Veelal fungeerde de polikliniek als (tijdelijke) vervanging van de huisarts, naar wie men op dat moment of met die klacht niet naartoe wilde gaan. Het onderzoek op seksueel overdraagbare aandoeningen (SOA) vond plaats op de gebruikelijke wijze. Vanaf 1986 werd ook onderzoek op hiv-antistoffen verricht en werd aan bezoekers met hulpvragen op dit gebied, de benodigde voorlichting en nazorg gegeven.
De Weekendpoli voor vrouwen door vrouwen stopte in oktober 1985 vanwege gebrek aan belangstelling. In 1994 zijn er nog pogingen gedaan om voor vrouwen een specifiek zorgaanbod te creëren, maar dit leidde niet tot concrete acties.
Uit een onderzoek naar de waardering van bezoekers van de spreekuren bleek een behoefte aan homo/hiv-deskundigheid, aan behandeling door een homo-arts en aan anonimiteit. Door de eigen huisarts kon dit niet worden geboden.
In 1993 werd gesteld dat door samenvoeging en bundeling van de veelsoortige vormen van dienstverlening (deskundigheidsbevordering en ondersteuning) aan professionele hulpverleners en/of preventiewerkers het mogelijk moest worden een samenhangend pakket van kennisoverdracht, methodiektraining, consultatie en informatie bijeen te brengen waarbinnen homoseksuele en lesbische leefstijlen en hiv/aids als vanzelfsprekend bij elkaar hoorden. Dit resulteerde een fusie tussen SAD, Schorerstichting, Stichting AIDS Info en de landelijke aids-preventieprojecten van de NVIH/COC en Stichting Gezondheidsvoorlichting en –opvoeding (GVO) tot de SAD-Schorerstichting.
Gedurende 1996 ontstond er een unieke samenwerking tussen de vrijwilligers van de Weekendpoli en de polikliniek geslachtsziekten van de GG&GD. De hulpverlening werd ondergebracht bij de SOA-poli van de GGD op de Groenburgwal. Het consult werd gratis en er trad een aanzienlijke verbetering op in huisvesting, onderzoeksprotocollen, diagnostiek en behandeling. De capaciteit op vrijdagavond werd uitgebreid en de spreekuren op zaterdag en zondag kwamen te vervallen. De GGD zette zich in om het SOA-consult inclusiever en homovriendelijker te maken, waar dat mogelijk was.
Eind jaren 90 profileerde Schorer zich meer en meer als kenniscentrum en rees de vraag in hoeverre de Weekendpoli nog een aanvullende dienst was binnen de bestaande hulpverlening. Het NISSO onderzocht in opdracht van Schorer de tevredenheid en de motivatie van de bezoekers van zowel de Weekendpoli als de SOA-poli van de GG&GD. De belangrijkste conclusie was dat de patiënten van de Weekendpoli niet erg afweken van de patiënten van de GGD-poli. De auteurs bevalen aan dat Schorer de Weekendpoli niet zozeer meer zou zien als aanvullende dienstverlening, maar als bron van informatie over de doelgroep en plaats om nieuwe preventiemethoden en interventies uit te proberen. Hun bevindingen leverden verschillende toekomstscenario's op waarmee Schorer met de vrijwilligers een Schorer Poli nieuwe stijl ontwikkelde.
Deze poli nieuwe stijl was echter geen lang leven beschoren. Eind 2001 vond de GG&GD Amsterdam dat categorale zorg aan homoseksuele mannen niet meer noodzakelijk was - mede op basis van het NISSO-rapport - en ook Schorer meende dat de bezoeker van de Weekendpoli net zo goed terechtkon bij de huisarts en/of de SOA-poli van de GGD Amsterdam. Per 1 januari 2002 werd de Weekendpoli opgeheven. Een deel van de vrijwilligers heeft vervolgens Checkpoint opgericht bij de Hiv Vereniging Nederland. Hier kon iedereen terecht voor een hiv-sneltest.

## Werkwijze
- Op vrijdag-, zaterdagavond en zondagmiddag werd voor en door homoseksuele mannen een spreekuur gehouden
- Bezoekers werden desgewenst anoniem geholpen
- Men kon met én zonder afspraak binnenlopen
- De eerste probleeminventarisatie was gratis, diagnostiek en medicatie tegen kostprijs (Toen in 1996 de samenwerking met de GGD op de Groenburgwal startte, werd alles gratis)
- Het consult was homovriendelijk en zonder waardeoordeel
- Voor een SOA-consult, laboratoriumonderzoek en eventuele behandeling betaalde de bezoeker de kostprijs
- Bezoekers kregen voorlichting over veilige seks, condoomgebruik, sekstechnieken, hepatitis A en B en indien gewenst, het adres van een homovriendelijke huisarts of instelling
- De psychosociale aspecten van homoseksualiteit en het homo-zijn van de bezoeker kwamen ter sprake
- Voor elke bezoeker werd de gepaste tijd genomen waardoor het consult soms langer dan een uur duurde.

## Consulten en diagnoses
| SOA bij MSM op Weekendpoli     | ’83 | ’84 | ’85 | ’86 | ’87 | ’88 | ’89 | ’90 | ’91 | ’92 | ’93 | ’94 | ’95 | ’96 | ’97 | ’98 | ’99 | ’00 | ’01 |
| ------------------------------ | --- | --- | --- | --- | --- | --- | --- | --- | --- | --- | --- | --- | --- | --- | --- | --- | --- | --- | --- |
| Nieuwe consulten               | 288 | 400 | 409 | 344 | 267 | 128 | 126 | 160 | 258 | 209 | 185 | 242 | 212 | 274 | 442 | 465 | 439 | 453 | 358 |
| Vroege Lues                    |     |     |     |     |     | 3   | 1   | 2   |     |     | 1   |     |     |     | 1   |     | 4   | 5   | 13  |
| Gonorroe (totaal)              | 38  | 42  | 34  | 10  | 10  | 5   |     | 11  | 32  | 23  | 22  |     |     | 22  | 24  | 34  | 42  | 46  | 33  |
| NGU                            |     |     |     |     |     |     |     |     |     |     |     |     |     | 38  | 66  | 82  | 82  | 36  | 34  |
| Chlamydia trachomatis (totaal) |     |     |     |     |     | 3   |     |     |     | 2   | 2   |     |     | 10  | 16  | 39  | 39  | 38  | 39  |
| Scabies                        |     |     |     |     |     |     |     |     |     |     |     |     |     | 5   | 2   | 1   | 1   |     |     |
| Schaamluis                     |     |     |     |     |     |     |     |     |     |     |     |     |     | 3   | 3   | 2   | 3   | 3   |     |
| Herpes Genitalis               |     |     |     |     |     |     |     |     |     |     |     |     |     |     | 2   | 1   | 1   | 1   | 2   |
| Condylomata acuminata          |     |     |     |     |     |     |     |     |     |     |     |     |     | 22  | 20  | 23  | 21  | 14  | 23  |

| Hiv bij MSM                  | Locatie       | ‘86  | ‘87   | ‘88   | ‘89   | ‘90   | ‘91   | ‘92   | ‘93   | ‘94   | ‘95   | ‘96   | ‘97   | ‘98   | ‘99   | ‘00   | ‘01   |
| ---------------------------- | ------------- | ---- | ----- | ----- | ----- | ----- | ----- | ----- | ----- | ----- | ----- | ----- | ----- | ----- | ----- | ----- | ----- |
| # nieuwe consulten           | Weekendpoli   | 344  | 267   | 128   | 126   | 160   | 258   | 433   | 419   | 427   | 228   | 274   | 442   | 465   | 439   | 453   | 358   |
| # hiv-testen                 | Weekendpoli   | 32   | 68    | 64    | 99    | 124   | 128   | 224   | 203   | 173   | 129   | 128   | 218   | 237   | 204   | 235   | 229   |
| % hiv-testen – nieuw consult | Weekendpoli   | 9,3% | 25,5% | 50,0% | 78,6% | 77,5% | 49,6% | 51,7% | 48,4% | 40,5% | 56,6% | 46,7% | 49,3% | 51,0% | 46,5% | 51,9% | 64,0% |
| # hiv+                       | Weekendpoli   | 2    | 5     | 7     | 7     | 14    | 14    | 13    | 17    |       | 10    | 9     | 18    | 9     | 7     | 10    | 12    |
| % hiv+                       | Weekendpoli   | 6,3% | 7,4%  | 10,9% | 7,1%  | 11,3% | 10,9% | 5,8%  | 8,4%  |       | 7,8%  | 7,1%  | 8,3%  | 3,8%  | 3,4%  | 4,3%  | 5,3%  |
| # nieuwe consulten           | GGD Amsterdam |      |       | 1457  | 1518  | 1469  | 1594  | 1440  | 1421  | 1409  | 1288  | 1703  | 2201  | 2541  | 2901  | 3110  | 3386  |
| # hiv-testen                 | GGD Amsterdam | 0    | ?     | 82    | 114   | 137   | 125   | 123   | 124   | 146   | 173   | 217   | 322   | 339   | 507   | 546   | 965   |
| % hiv-testen – nieuw consult | GGD Amsterdam |      |       | 5,6%  | 7,5%  | 9,3%  | 7,8%  | 8,5%  | 8,7%  | 10,4% | 13,4% | 13,4% | 14,6% | 13,3% | 17,5% | 17,6% | 28,5% |
| # hiv+                       | GGD Amsterdam | 0    | 13    | 11    | 11    | 14    | 13    | 8     | 8     | 12    | 3     | 11    | 16    | 14    | 22    | 31    | 45    |
| % hiv+                       | GGD Amsterdam |      | ?     | 13,4% | 9,6%  | 10,2% | 10,4% | 6,5%  | 6,5%  | 8,2%  | 1,7%  | 4,9%  | 5,0%  | 4,1%  | 4,3%  | 5,7%  | 4,7%  |

Opvallend is dat een aanzienlijk hoger percentage MSM zich op hiv laat testen bij het eerste consult op de Weekendpoli. Een hiv-test kon gedaan worden tijdens het eerste consult en was niet gekoppeld aan een verplicht SOA-onderzoek. Vanaf 1996 werd de hiv-test bij het eerste consult ook mogelijk bij de GGD als onderdeel van een volledig SOA-onderzoek.

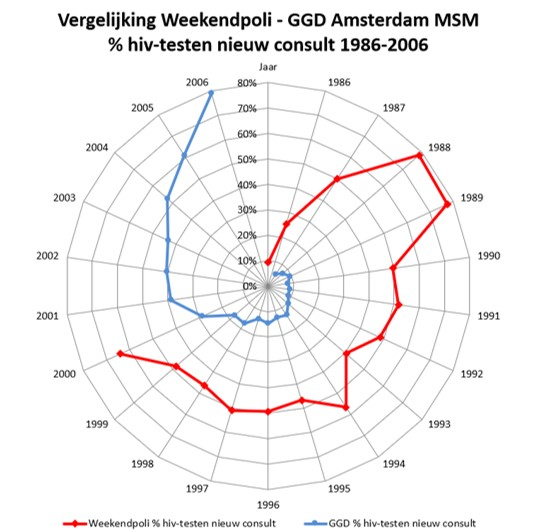
Vergelijking Weekendpoli - GGD Amsterdam MSM % hiv-testen bij een nieuw consult 1986-2006

Op de radardiagram is duidelijk zichtbaar dat de Weekendpoli een paar jaar eerder begon met het actief aanbieden van hiv-testen tot de sluiting van de Weekendpoli in 2000. Tot 2000 voerde de GGD Amsterdam een passief testbeleid. Vanaf 2003 werd het actieve  testbeleid uitgebreid met triage en hiv-sneltesten. Pas nadat in 2006 opting-out-testbeleid werd ingevoerd steeg het % hiv-testen bij het eerste consult bij de GGD Amsterdam boven de scores van de Weekendpoli.
Gegevens van 1983 tot 1988 komen uit het Nederlands Tijdschrift voor Geneeskunde.
Gegevens van 1986 tot 1993 komen uit het Jaarverslag 1993 Weekendpoli voor Aids en geslachtsziekten voor homo- en biseksuele mannen.
Na het faillissement van Schorer in 2012 is het archief overgebracht naar IHLIA LGBT Heritage. Daar zijn in de jaarverslagen nog gegevens van 1988 tot 1996 gevonden.
Gegevens van 1986 tot 2002. (De GGD Amsterdam is pas in augustus 1987 begonnen met hiv-testen; alleen van de hiv+ is de seksuele voorkeur bekend, dus het aantal hiv-testen bij MSM en de %hiv+ is daardoor niet te berekenen.)

## Locaties
Naast het aantrekken van gemotiveerde vrijwilligers is het vinden van een locatie een bijkomende uitdaging voor dit soort projecten. Meestal spelen de betrokken vrijwilligers hierin een belangrijke rol net zoals de organisaties die het project op dat moment ondersteunen. De Weekendpoli heeft op de volgende locaties in Amsterdam spreekuur gehouden:
- Bachplein 12 (Gebouw MR70) - van 18 maart 1983 tot 1990
- Willemsstraat 24 – van 1990 tot 1992
- Eerste Helmersstraat 17 (SAD) – van 1992 tot 1993
- P.C. Hooftstraat 5 (SAD-Schorerstichting) – van 1993 tot 29 maart 1996
- Groenburgwal 44 (Schorerstichting met GG&GD Amsterdam) – van 5 april 1996 tot de sluiting op 28 december 2001